# Напад на в'язницю в Могадішо (2024)
Напад на в'язницю в Могадішо у 2024 році, 13 липня 2024 року кілька ув'язнених «Аш-Шабааб», засуджених до смертної кари та довічного ув'язнення, спробували втекти з в'язниці в Могадішо. В результаті інциденту загинули п'ятеро ув'язнених і троє солдатів. Крім того, двадцять один ув'язнений був поранений під час спроби втечі.